# 新加坡宪法第15条

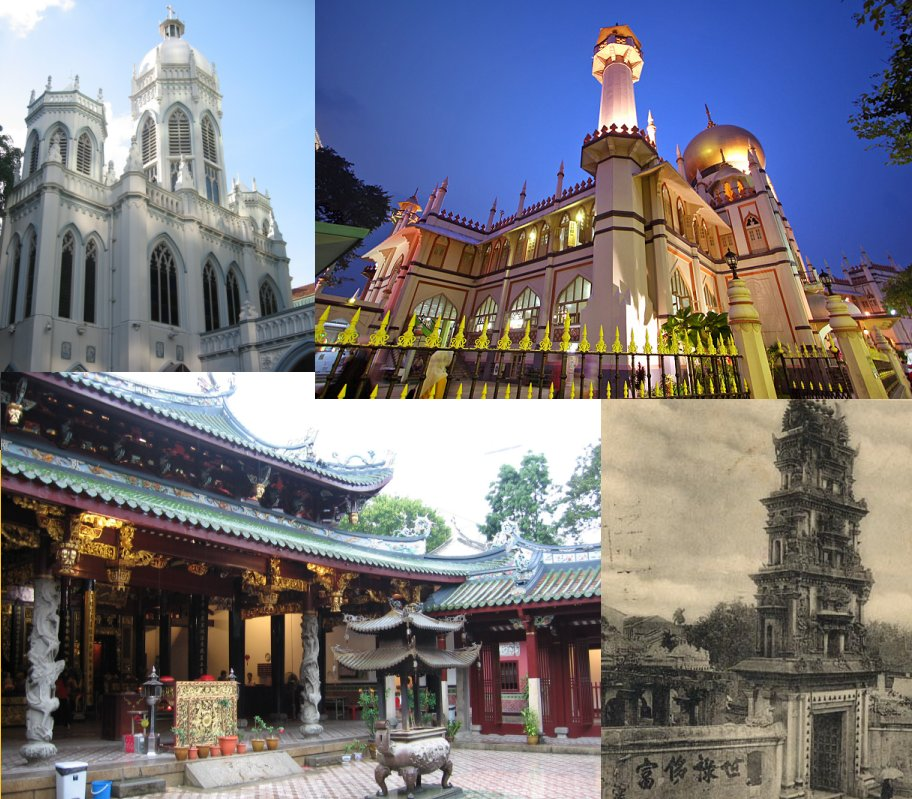
新加坡各宗教建筑。左上角起顺时针方向：圣若瑟堂、苏丹回教堂、马里安曼庙、天福宫。

《新加坡宪法》第15条保证新加坡的宗教自由。同条第1款指明：“每个人都有信奉、实践和宣扬自己宗教的权利。”
《宪法》中未有“信奉”、“实践”与“宣扬”的明确定义，不过其意思可以在新加坡与其他国家的司法个案中找到蛛丝马迹。1964年，在未涉及本法的一个新加坡个案中，宗教方面的“信奉”可以解释为“申明；宣誓信仰或效忠”。2001年，马来西亚方面裁定，信奉宗教并不涵盖放弃某宗教，或采取无宗教之观点。而在“宣扬”方面，印度最高法院在1977年判定，其给予个别人士以阐述其教义的方式传输或传播其宗教的权利，但不是改变已持有某宗教信仰者信仰的权利。新加坡司法体制并未对这些问题作出判决。另一方面，该国上诉庭于1999年有意将宗教信仰与世俗作法划清界限，因唱国歌、宣读信约是属于后者。故而，教师在一所学府遵守参与这些活动的规定，这不能视为教师实践其宗教的权利受到侵犯。
第15条第1款之下的宗教自由不是绝对的；同条第4款说明，第15条所保障的权利，并不授权信奉者干下违反有关公共秩序、公共卫生或道德的普通法律的行为。这些对宗教自由的限制是新加坡世俗主义的重要元素。该国司法将“公共秩序”诠释为等同于《社团法令》（Societies Act，法例第311章，1985年修订版 （页面存档备份，存于））第24条第1款a项所列出的“公共治安、福利与良好秩序”的概念，而非以更狭义的，不受不法暴力的自由为基准。学术界也有批评，指法院并没有实施任何形式的平衡测试，决定宗教自由是否受到合理限制。反观涉国家安全方面，法院都会交由政府来处理有关限制性法律的必要性。第15条第4款的“公共卫生”与“道德”尚未有司法诠释。

## 文本

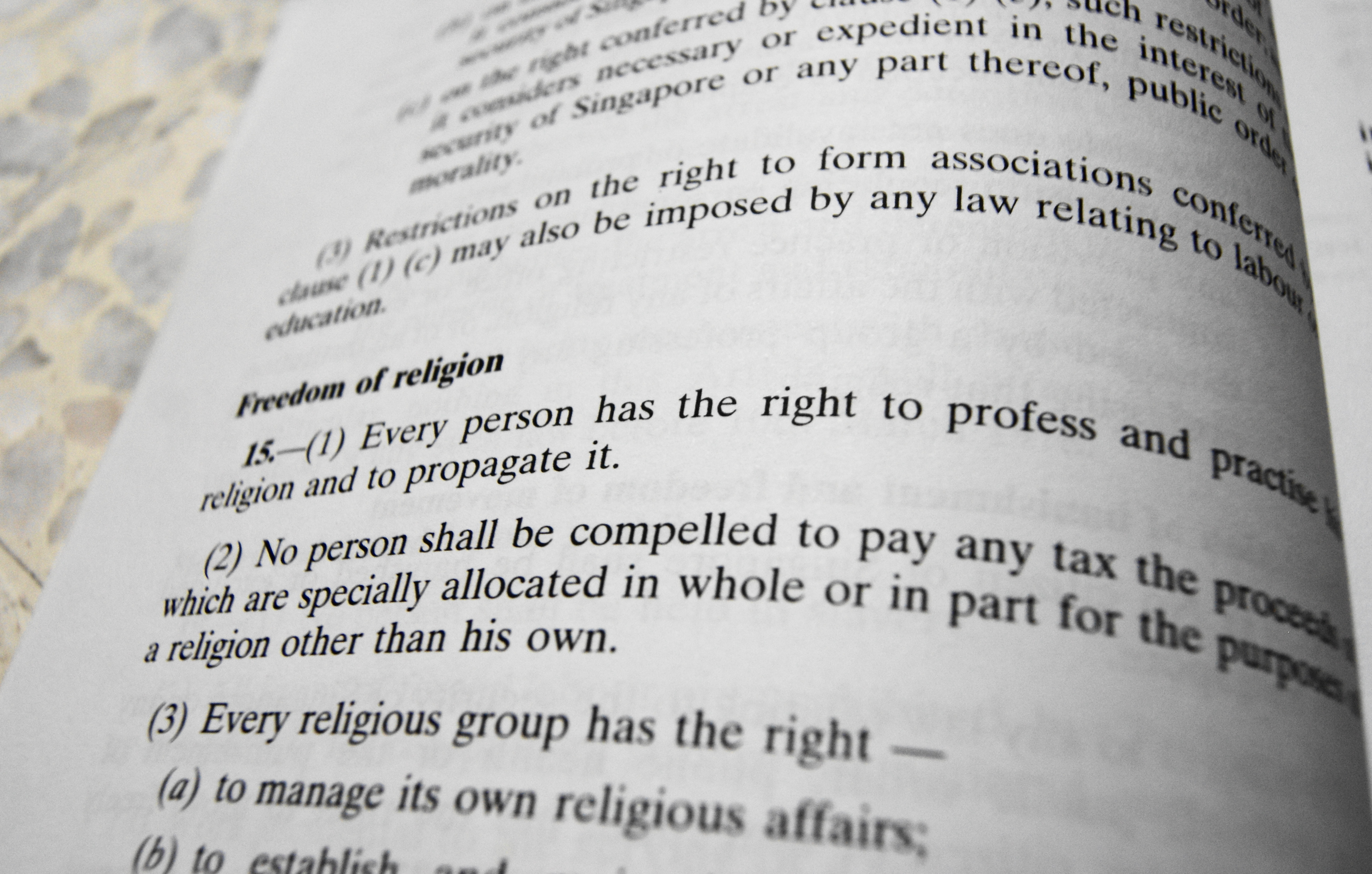
《新加坡宪法》1999年再版的副本中的第15条

《新加坡共和国宪法》第15条的标题是“宗教自由”，内容如下：
15.— (1) 每个人都有信奉、实践和宣扬自己宗教的权利。
(2) 如果某税项的收益全数或部分用作宗教用途，不属于该宗教者不得被迫缴纳该税项。
(3) 每个宗教团体都有权利 —
(a) 管理自己的宗教事务；
(b) 建立并打理宗教或慈善用途的机构；以及
(c) 获得与拥有资产，并依法管理。

(4) 本条并不授权任何违反有关公共秩序、公共卫生或道德的普通法律的行为。
在1999年《纳帕利·彼得·威廉姆斯诉工艺教育学院案》中，上诉庭表明《宪法》通常采纳所谓的适应性世俗主义，这是经“移除对自己选择的宗教信仰的限制”。
新加坡1965年从马来西亚独立，故而第15条第1款的诠释可以参考《马来西亚宪法》第11条第1款。后者注明：“每个人都有信奉和实践自己宗教的权利，也有权利在第4款的限制下宣扬该宗教。”第15条第1款也跟《印度宪法》第25条第1款相似：“在公共秩序、道德和卫生，以及本部分的其他条款的限制下，所有人都同样享有思想自由，以及自由信奉、实践和宣扬宗教的权利。”

## “信奉”、“实践”和“宣扬”的意思

### “信奉”
《宪法》中并没有第15条第1款“信奉”字眼的定义，不过1964年《莫哈默赛依纳比，已故案》能作参考。这起案件的问题是《1957年回教徒条例》中“回教徒”（Muslim）的意思；其定义是“信奉回教者”。高庭认为如要符合有关定义，某人必须表现为正统的回教徒，也必须向外表达并实践回教；光是生于此宗教是不足够的。蔡法官（Justice F.A. Chua）更具体参照《简编牛津英语词典》（Shorter Oxford English Dictionary），表示“信奉”（profess）一词的意思是“申明；宣誓信仰或效忠（某宗教、信念、神、圣人等等）”（to affirm, or declare one's faith in or allegiance to (a religion, principle, God or Saint etc.)）。
然而，为决定某人是否有“信奉”某宗教，有必要对全局进行适当审视。事实上，死者是作为回教徒带大的，他在回教仪式下结婚，也在其居处举行回教宗教仪式并参与其中。这强烈证明他信奉回教，即便他也从事饮酒、吃猪肉的非正统行为。法官以为这类行为不等同于放弃回教，并补充说生于某宗教者必须被视为是该宗教的成员，除非可证明他已采纳其他宗教。
马来西亚方面对于《马来西亚宪法》第11条第1款的诠释可作参照，因为该条款与《新加坡宪法》第15条第1款措辞相似。2001年的《达乌·马末诉回教宗教理事会案》裁定退出自己宗教的行为并不符合信奉及实践自己宗教的定义。法官觉得“如果要接纳，没有信奉宗教相等于信奉‘宗教’或‘信奉和实践该宗教的权利’，这未免太过于延伸第11条的定义”。反过来说，亦可主张，放弃自己宗教，或不信奉宗教的自由，是从信奉宗教的自由推论而出的。新加坡司法体制尚未对这个问题作出判决。

### “实践”
攸关第15条第1款，《宪法》也没有解释什么是实践宗教。当地法院以表明什么行为不是宗教行为，来给“实践”一词作定义。在《纳帕利案》中，上诉庭裁定唱国歌、宣读信约不算是宗教行为，而是表达爱国情怀的世俗行为。反观1945年加拿大的案件《唐纳德诉汉密尔顿市教育委员会案》，其中唱国歌构成宗教活动，因为国歌中包含了祈祷的赞美诗，这“毫无疑问地反映了某些宗教性质”。
《纳帕利案》中的上诉人由于拒绝参与上述行为，从一个教育机构被解雇。他声称这些行为是宗教行为，违背了他作为耶和华见证人的信仰，因此侵犯他在第15条下赋予的实践与信奉其宗教的宪制权利。不过法院认为《宪法》中的“宗教”是局限于“公民对于人格化的神的信仰”，并不包括“对自己国家的信仰系统”，所以有关行为不是宗教活动，上诉人的权利也未遭抵触。法院觉得“上诉人将宣读信约、唱国歌的仪式诠释为宗教仪式，是将世俗事实扭曲成宗教信仰”。倘若采取上诉人的诠释，第15条第1款将失去其执行作用，因“（如上诉人所言）要求公民效忠国家是强迫他们参与宗教仪式，同一《宪法》又怎么可能保证宗教自由呢？这令人难以置信的荒谬诠释不可能是《宪法》作者所设想的。”
马来西亚司法方面对于《马来西亚宪法》第11条实践宗教的诠释也采取类似的方法。该国还进一步参考宗教文本，决定什么行为可算是宗教行为。在1992年《哈莉玛图萨阿蒂雅诉马来西亚公共服务署案》，上诉人声称自己被不当解雇，因为她拒绝遵从工作条件，其禁止女性公务员在执勤的时候身穿遮盖面部的服饰。上诉人说这有违她实践宗教的权利，理由是身穿面纱（purdah）是她作为回教徒的宗教习俗。但是法院不苟同，其以为穿面纱不算是宗教行为，回教并没有这个规定，因为《古兰经》没有明确提到这个要求。
菲律宾司法反而交由个人自主决定什么是宗教行为。只要有关行为不触犯公共利益，个人可自行决定何者为宗教行为。1993年《依伯拉利纳格诉宿务学校总监案》中，要审理的是作为耶和华见证人的上诉者是否应该由于拒绝向国旗敬礼、唱国歌和宣读效忠誓词（1955年7月11日《共和国法令》1265号和其他法规所规定）而被学校开除。克鲁兹法官（Cruz J.）觉得国家不能为申请人解读《圣经》，因为“只有他们可以以自己认为合适的方式去读。无论对错，他们从中得出的含义不能被修改或推翻，也许除了自己承认的上司以外。但肯定不是国家。国家对此事不能定夺。”

### “宣扬”
新加坡司法尚未对《宪法》第15条第1款的“宣扬”一词作出诠释。
与《新加坡宪法》第15条第1款拥有相同条款的《印度宪法》第25条第1款，保证个别人士自由“信奉、实践和宣扬”其宗教的权利。1977年，《印度最高法院》审理斯坦尼斯劳斯诉中央邦案时考虑了“宣扬”这个词。法院采取了“宣扬”（propagate，原意宣传、传播）的词典定义，即“从人到人或地方到地方传输或传播”（to transmit or spread from person to person or from place to place）。于是法院认为第25条第1款的该词赋予个人以阐述其教义的方式传输或传播其宗教的权利。换言之，一个人有权利以向他人解释有关宗教的基本信念和信仰的方式，传播自己的宗教。可是法院觉得第25条第1款并不授予人权利改变已持有某宗教信仰者信仰的权利，理由是这会侵犯该条所保障的思想自由的权利，其给予个别人士持有或考虑独立于他人的思想、事实或观点。简而言之，宣扬自己宗教的宪制权利受到保护，只要行使这个权利的个体尊重追随其他宗教的人士的自由。印度法学家霍马斯吉·马内吉·斯尔外（Hormasji Maneckji Seervai）对此案件作出批判，认为应驳回此判决。他觉得当一个人将自己的宗教散播给其他人时，该行为并不违背对方的思想自由，而是允许对方自由选择宗教的权利：
宣扬宗教的权利给予了选择自由的意义，因选择所涉及不仅是知识，也是意志的表现。一个人如果不知道自己有何选择，就无法去选择。宣扬宗教并不是传授知识、将宗教散播得更广泛，而是产生智力和道德的信念，致使行动，即采纳该宗教。成功的宗教宣扬会使人改变宗教。

## 宗教自由的限制
《宪法》第15条第4款之下，一个人的宗教自由可以受到有关公共秩序、公共卫生或道德的普通法律的限制。《宪法》没有提供“普通法律”这个术语的定义，不过其可以指适用于属于某阶级的所有人或地方的法律。

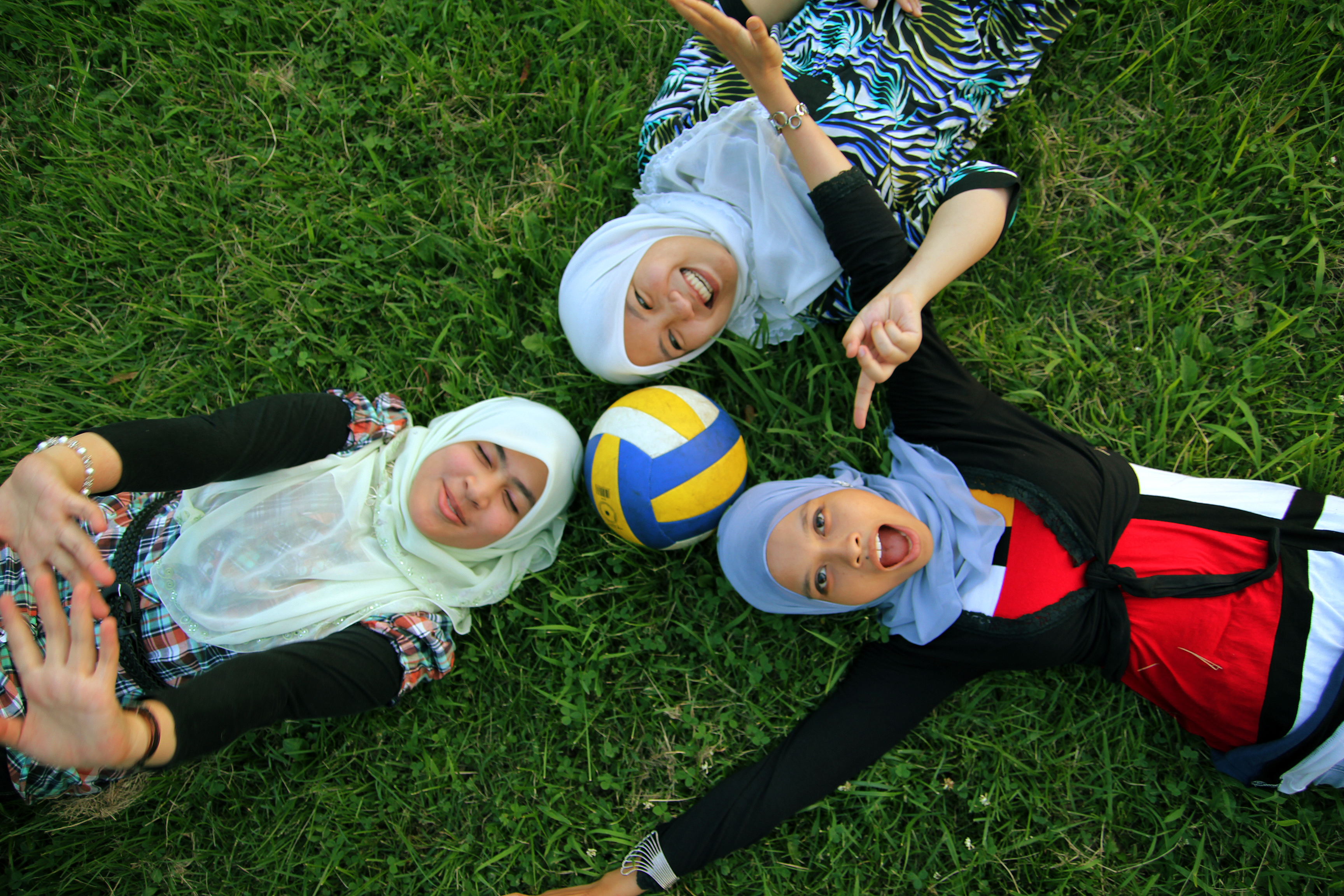
三名马来族回教徒女孩身穿回教头巾希贾布。由于政府坚守世俗主义，新加坡的公立小学不允许身穿回教头巾。

对宗教自由的限制是新加坡世俗主义的重要体现。即使《宪法》没有明确阐述世俗主义，1966年宪法委员会的报告形容新加坡是“民主的世俗国家”。新加坡的世俗主义犹如法国的世俗主义，两种模式都寻求“政教分离”（protect the state from religion）。不过，不同于新加坡，法国的世俗主义原则是写进宪法的。作法世俗的新加坡政府并不拒绝宗教，而是实践“适应性世俗主义”。
政府坚守世俗主义受到抨击，有关不成文的世俗主义原则被指打压了宗教自由的宪制保护。例如，2002年，4名回教徒女生因父母坚持她们身穿回教头巾希贾布上国立学校，而遭到停学，引起争议。《教育法令》第61条授权教育部长管制学校，包括禁止学生身穿任何不构成正式校服的一部分的服饰。女生家长认为教育部的校服政策是违宪的，其侵犯女生在第15条第1款下享有的宗教自由。虽然家长最终没有向教育部发出诉讼，这起争议显示新加坡政府遵守世俗主义的坚定立场，以及调和该国世俗主义和宗教自由的困难所在。

### “公共秩序”、“公共卫生”和“道德”的意思

#### “公共秩序”
“公共秩序”在《宪法》中没有解释，不过在一系列有关新加坡耶和华见证人会众的重要法律案件中有经司法审议。
在1994年《Chan Hiang Leng诉检察官案》中，内政部长援引《社团法令》第24条第1款a项，下达179/1972号命令，将耶和华见证人注销。这条法律允许解散被视为对公共治安、福利或良好秩序构成威胁的注册组织。部长也根据《不良出版物法令》第3条第1款，下达123/1972号和405/1994号命令，禁止守望台圣经书社有关耶和华见证人的出版物。各上诉人在地方法院因为持有违禁出版物而被定罪。他们对判决提出上诉，寻求挑战部长的禁令及注销耶和华见证人的合宪性，指他们在《宪法》第15条第1款下所保障的宗教自由权利受到侵犯。

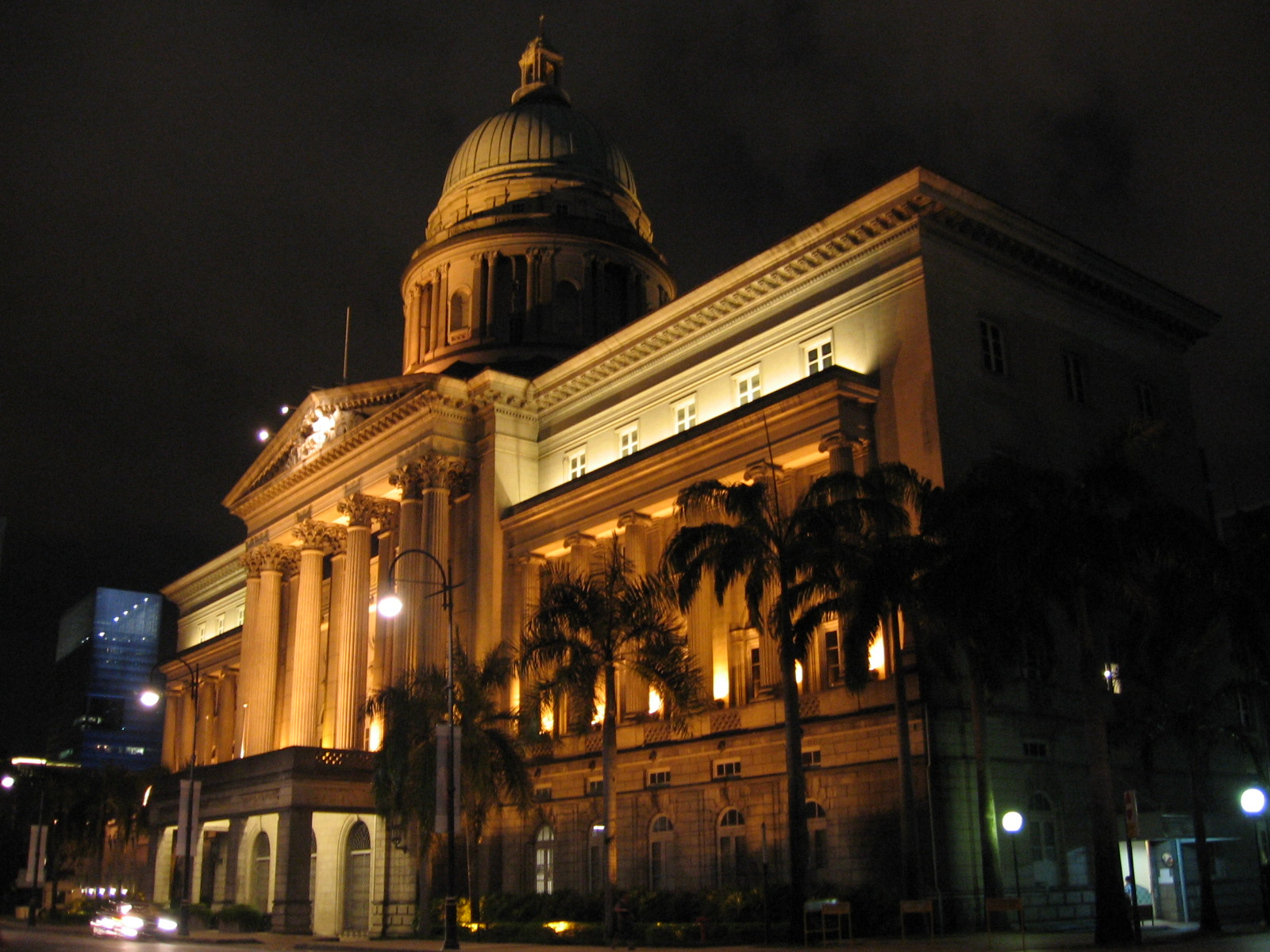
旧最高法院大厦，2005年以前上诉庭和高庭坐落于大厦内。在1994年的个案，高庭将《宪法》第15条第4款的“公共秩序”等同于《社团法令》第24条第1款a项的“公共治安、福利与良好秩序”，而不是以不法暴力作为公共秩序的威胁。

诉方律师说，新加坡的耶和华见证人是规模小、无暴力的组织，无证据显示其活动有任何形式违反公共秩序。律师指向1976年马来西亚个案《Tan Boon Liat诉马来西亚内政部长案》，其根据马来西亚《1969年紧急（公共秩序及罪案防范）条例》的情景考虑了“公共秩序”的含义：
“公共秩序”这个表达的定义无非在于对人类生命及安全的危害，而扰乱公共安宁必须落入这个表达的范围内……要知道某行为是否影响治安或公共秩序，可以采取这个测试：该行为是否有扰乱社会生活的现状，以导致扰乱公共秩序？还是该行为只影响个人，社会的安宁则不受影响？
大法官杨邦孝拒绝这个公共秩序的概念。他指新加坡有征兵制，称作国民服役，而部长认为新加坡耶和华见证人的持续存在——见证人相信他们不得服兵役——有违公共治安、福利和良好秩序。故此，既然部长认为见证人危害国家安全，法院没有采取不同看法的选择。杨大法官在判决书说道：“我看不出第15条第4款所设想的公共秩序的概念跟《社团法令》第24条第1款a项的公共治安、福利和良好秩序的概念有何相异之处。”他强调宗教自由的权利不是绝对权利，而是受到第15条第4款所列出的固有限制。宗教自由的权利必须与“国家雇用主权力量的权利”调和，“以确保和平、安全和有序生活，否则公民自由的宪制保障将是笑话。”上诉从而被驳回。
1995年，资讯及艺术部长下达405/1995号命令，禁止与耶和华见证人有关的国际圣经学生协会（International Bible Students Association）的出版物。1995年《Chan Hiang Leng诉资讯及艺术部长案》，原告寻求许可，欲申请调卷令以撤销命令，宣称部长命令越权，因其违反诸如《宪法》第15条第1款。审理此案的高庭法官朱迪·柏拉卡斯（Judith Prakash）对于有关“公共秩序”的意思，参照杨大法官在1994年《Chan Hiang Leng诉检察官案》的判决。
在1995年对1994年《Chan Hiang Leng诉检察官案》的一个评论中，张黎衍教授注意到其他司法体制中，公共秩序的缺乏包括“危害人类生命及安全，扰乱公共安宁”，并辩称“如要决定公共秩序是否受到威胁，看起来必须呈现某些程度上的暴力或不法暴力”。以此为参考点，她批评杨大法官将公共秩序等同于“公共治安、福利或良好秩序”。

#### “公共卫生”和“道德”
新加坡司法没有诠释第15条第4款的“公共卫生”和“道德”。
因而，可参考2009年英国的案件《加伊诉纽卡斯尔市议会案》以作比较。申请人是正统印度教徒，他向地方当局申请将土地作传统露天葬礼使用。地方政府否决了他的请求，这是按照将在火化场以外焚烧人类遗体视为违法的附属法例。申请人随即申请司法审查，指有关决定侵犯他在《欧洲人权公约》第9条第1款所保障的表达其宗教或信仰的权利。高等法院认为对申请人权利的法定干扰是合理的，因为有必要保护公共道德以及他人的权利和自由。上诉法院以与第9条无关的理据推翻这个判决，指露天焚烧在法律所言的正确建筑是允许的。

### 决定自由的限制是否合理的测试

#### 新加坡
在1994年的《Chan Hiang Leng诉检察官案》，诉方律师辩称，公共秩序必须面临“明确和即时的危险”，才可以限制宗教自由的权利，而这起案件的限制是不合理的，因根本就没有这样的威胁。可是杨大法官说，试图对局势进行“明确和即时的危险”的测试是无理的：
不可以说，信仰，尤其是以“宗教”的名义而散播，不能被制止，直到这样的情形发生为止。要不然想必为时已晚，因为寻求防止的损害早已发生。
然而，杨大法官并没有提出任何替代测试，以决定对宗教自由的限制是否适当。他援引马来西亚大法官哈欣约沙尼（Hashim Yeop Sani）在1989年《马来西亚内政部长诉贾马鲁丁·奥斯曼案》的判决，表示同意“信奉及实践自己的宗教的自由不应该是干下不法行为或倾向于损害或威胁国家安全的行为的许可证。”杨大法官指出既然“新加坡的主权、完整性和团结无疑是《宪法》至高无上的任务”，倾向于违背这些目标的宗教信仰和活动必须受到约束。
对于1995年高庭的柏拉卡斯法官的判决，各上诉者的律师向上诉庭提出上诉，1996年审理这个上诉，案件名称同样是《Chan Hiang Leng诉资讯及艺术部长案》。律师指出部长对耶和华见证人出版物的进口、销售和发布的限制太广泛、不成比例。上诉庭采取了跟1994年《Chan Hiang Leng诉检察官案》相似的处理方式，指上诉者基本上是在寻求挑战部长的观点，部长认为耶和华见证人拒绝履行国民服役是对国家安全的危害。上诉庭视此为不可审理的问题，不批准各上诉者提出对405/1995号命令进行司法审查的申请。
张黎衍教授评论说，既然第15条第1款是保证宗教自由的一般原则声明，而同条第4款则是一般声明的例外，那么杨大法官断言“从[宗教]信仰所采取或引发的行动必须符合有关公共秩序和社会保障的普通法律”就是错误的。张教授在评论中反对司法服从行政，也反对司法对利益的平衡；她说道：
司法的责任是制定宪制测试，如行为的对象—第15条第4款关系测试（Object of Act – Art 15(4) nexus test），或确保行为的手段和结果存在足够的关系，而该结果必须符合第15条第4款的规定。任何其他诠释将引起例外吞噬一般原则的风险，任何的宪制自由才将是笑话。
以张黎衍的看法，该国司法应该采取三个步骤的比例原则的处理方法来诠释宪法基本自由。法官首先要“找出两个相互竞夺的权利背后的利益，例如：宗教自由的价值作为私人和公共美德来源以及思想自由的元素，相对于，拥有公共秩序和稳定的环境的价值。第二，这些因素应该放置在天秤般正义的平衡秤，这样就可以相互评估其优缺点。……第三，考虑到所有情况，法官应该对于平衡应该在何处作出判决。”有了这样的处理方式，可以认为杨大法官接受部长的看法“为有决定性，并且拒绝进行质疑，为的是不想超越法律/优点的二分法”，这致使上诉者的利益和国家利益无法取得平衡。

#### 其他司法体制
攸关宗教自由的宪法保护，新加坡的情形可以跟其他司法体制的比例分析的应用作对比。《加拿大权利与自由宪章》第2条a款说明，思想和宗教自由是每个人享有的基本自由。该条款受第1条的约束：“《加拿大宪章》所承载的权利与自由只受到法律所规定的合理限制，而这样的限制在一个自由与民主的社会可证明是有道理的。”
在1986年《R诉奥克斯》的重要决定中，加拿大最高法院裁定，必须满足两个部分的测试，侵犯权利的限制才可以被第1条“救赎”。第一，限制必须有“一个目标，攸关于某些顾虑，而这些顾虑在一个自由与民主的社会是紧迫及实质的”；以及，第二，必须显示“所选择的有关手段是合理的，可证明有道理的”。第二部分被形容为“比例测试”，需要援引方显示：
第一，所采取的措施必须精心设计，以实现有关目标。这些措施不能是肆意的、不公平的，或是基于非理性考虑。简而言之，其必须理性地与目标有关联。第二，即使有关措施在这第一意义上与目标有理性关联，也应该尽可能将对有关权利或自由的妨害降低到最小。第三，负责限制《宪章》权利或自由的措施的影响，与被认为有“足够重要性”的目标，两者必须成比例。
在2006年《穆尔达尼诉玛格丽特 - 布尔奇奥学校董事会》案中，要审理的是，禁止锡克教徒学生在公共学校以宗教理由携带基尔班（kirpan，礼仪匕首）是否合理。

## 注解
1. ↑  第11条第4款规定：“州属法律和（相对于联邦直辖区吉隆坡、纳闽）联邦法律可以控制或限制对信奉回教者的任何宗教教义和信仰的宣扬。”
2. ↑  法官的意思是，“professing no religion”（直译为“宣称自己无宗教”或“不信奉宗教”）中的“no religion”（无宗教）如果可以包括在第11条“宗教”的定义内，一个人还可以享有“信奉和实践”（profess and practice）该“宗教”的权利，这样的解释未免太牵强了。更浅白地说，他是指没有宗教者并没有第11条所赋予的权利，意指一个人没有不信宗教的权利。这里“profess”的原意是宣称或公开表明。
3. ↑  第4条第1款授权马来西亚内政部长可令一个人未经审讯下被拘留，这是假设他认为有必要这么做，以防止该人作出损害公共秩序的行为，或镇压暴力或防止暴力的罪行。
4. ↑  法庭只是讨论本案是否符合司法能介入并推翻行政机关决定的行政法律原则，并没有根据第15条第1款进行判决。[54]

## 注脚
1. ↑  Constitution of the Republic of Singapore (1999 Reprint （页面存档备份，存于）).
2. 1 2  Nappalli Peter Williams v. Institute of Technical Education [1999] 2 S.L.R.(R.) [Singapore Law Reports (Reissue)] 529, Court of Appeal (Singapore).
3. ↑  Nappalli, p. 537, para. 28.
4. ↑  Republic of Singapore Independence Act 1965 (No. 9 of 1965 （页面存档备份，存于）), s. 6(1).
5. ↑  Re Mohamed Said Nabi, deceased [1965] M.L.J. [Malayan Law Journal] 121, High Court (Singapore).
6. 1 2  Mohamed Said Nabi, para. 8.
7. ↑  Mohamed Said Nabi, para. 9.
8. ↑  Mohamed Said Nabi, para. 10.
9. ↑  Mohamed Said Nabi, para. 13.
10. ↑  Mohamed Said Nabi, para. 12.
11. ↑  Daud bin Mamat v. Majlis Agama Islam [2001] 2 M.L.J. 390, High Court (Kota Bahru, Malaysia).
12. ↑  Daud bin Mamat, p. 402.
13. ↑  Donald v. The Board of Education for the City of Hamilton [1945] O.R. 518.
14. ↑  Nappalli, p. 537, para. 25.
15. ↑  Nappalli, p. 537, para. 26.
16. ↑  Nappalli, p. 538, para. 28.
17. ↑  Nappalli, p. 538, para. 29.
18. ↑  Halimatussaadiah v. Public Service Commission, Malaysia [1992] 1 M.L.J. 513, H.C. (Kuala Lumpur, Malaysia).
19. 1 2  Ebralinag v. Superintendent of Schools of Cebu [1993] 219 S.C.R.A. 256, Supreme Court (Philippines), archived from the original on 27 May 2011.
20. ↑  Stanislaus v. State of Madhya Pradesh A.I.R. 1977 S.C. 908, Supreme Court (India).
21. ↑  H.M. Seervai,  3rd, Bombay: N.M. Tripathi: 1287, 1983, cited in Thio Li-ann, , Singapore Journal of Legal Studies, 2010: 484–515 at 496, SSRN 1802653 .
22. ↑  Bryan A. Garner (编), ,  7th, St. Paul, Minn.: West: 890, 1999, ISBN 978-0-314-24130-6, Law that is neither local nor confined in application to particular persons. Even if there is only one person or entity to which a given law applies when enacted, it is general law if it purports to apply to all persons or places of a specified class throughout the jurisdiction.
23. ↑  Thio Li-ann, , The Straits Times, 30 October 2007: 24.
24. ↑  , Singapore: Printed by the Government Printer, 1966, OCLC 51640681, para. 38.
25. 1 2  K. Kesavapany, , The Straits Times, 30 September 2009: 22.
26. ↑  见《法国宪法》第二条，以及Loi du 9 décembre 1905 relative à la séparation des Églises et de l'État（有关政教分离的1905年12月9日法律）。
27. ↑  Thio Li-ann, , Singapore Law Review, 1995, 16: 26–103 at 34 and 36  [2017-09-02], （原始内容存档于2012-10-21）.
28. 1 2  Thio, "The Secular Trumps the Sacred".
29. ↑  Education Act (Cap. 87, 1985 Rev. Ed. （页面存档备份，存于）).
30. ↑  Thio Li-ann, , Singapore Journal of Legal Studies, 2002: 328–373 at 356, SSRN 426950 .
31. ↑  , The Straits Times, 27 January 2002: 33.
32. ↑  Chan Hiang Leng Colin v. Public Prosecutor, [1994] ICHRL 26 （页面存档备份，存于）, [1994] SGHC 207, [1994] 3 S.L.R.(R.) 209, archived from the original on 26 October 2012, H.C. (Singapore).
33. ↑  Societies Act (Cap. 311, 1985 Rev. Ed. （页面存档备份，存于）).
34. ↑  Undesirable Publications Act (Cap. 338, 1985 Rev. Ed. （页面存档备份，存于）).
35. ↑  Chan Hiang Leng Colin v. P.P. (1994), p. 233, paras. 58–59.
36. ↑  Tan Boon Liat v. Menteri Hal Ehwal Dalam Negeri, Malaysia [1976] 2 M.L.J. [Malayan Law Journal] 83, High Court (Ipoh, Malaysia).
37. ↑  Emergency (Public Order and Prevention of Crime) Ordinance 1969 (No. 5 of 1969) (Malaysia).
38. ↑  Tan Boon Liat, pp. 86–87, citing Kanu Biswas v. State of West Bengal A.I.R. 1972 S.C. 1656 at 1658–1659, Supreme Court, (India), archived from the original on 20 October 2012.
39. ↑  Chan Hiang Leng Colin v. P.P. (1994), p. 237, para. 68.
40. ↑  Chan Hiang Leng Colin v. P.P. (1994), p. 235, paras. 63–64, citing Commissioner, H.R.E. v. L.T. Swamiar A.I.R. 1954 S.C. 282, S.C., India.
41. ↑  Chan Hiang Leng Colin v. Minister for Information and the Arts [1995] 2 S.L.R.(R.) 627, H.C. (Singapore).
42. ↑  Chan Hiang Leng Colin v. MITA (1995), p. 639, para. 28.
43. ↑  Thio, "The Secular Trumps the Sacred", pp. 72–73.
44. ↑  Thio, "The Secular Trumps the Sacred", p. 76.
45. ↑  R. (Ghai) v. Newcastle City Council [2009] EWHC 978 (Admin) （页面存档备份，存于）, [2011] Q.B. 591, High Court (England and Wales).
46. ↑  Ghai, pp. 644–645, paras. 120–122.
47. ↑  R. (Ghai) v. Newcastle City Council [2010] EWCA Civ 59 （页面存档备份，存于）, [2011] Q.B. 591, Court of Appeal (England and Wales).
48. 1 2  Chan Hiang Leng Colin v. P.P. (1994), pp. 233–234, para. 59.
49. ↑  Minister for Home Affairs, Malaysia v. Jamaluddin bin Othman [1989] 1 M.L.J. 418
50. ↑  Chan Hiang Leng Colin v. P.P. (1994), p. 235, para. 63, citing Jamaluddin bin Othman at p. 419.
51. 1 2  Chan Hiang Leng Colin v. P.P. (1994), p. 235, para. 64.
52. ↑  Chan Hiang Leng Colin v. Minister for Information and the Arts [1996] 1 S.L.R.(R.) 294, Court of Appeal (Singapore).
53. ↑  Chan Hiang Leng Colin v. MITA (1996), pp. 305–306, para. 36.
54. ↑  Chan Hiang Leng Colin v. MITA (1996), p. 306. para. 38.
55. 1 2  Thio, "The Secular Trumps the Sacred", p. 78.
56. ↑  Thio, "The Secular Trumps the Sacred", pp. 82–83.
57. ↑  Thio, "The Secular Trumps the Sacred", p. 84.
58. ↑  R. v. Oakes 1986 CANLII 46, [1986] 1 S.C.R. 103, Supreme Court (Canada).
59. ↑  Multani v. Marguerite-Bourgeoys (Commission scolaire) 2006 SCC 6 （页面存档备份，存于）, [2006] 1 S.C.R. 256, S.C. (Canada).